# St. Martini (Herrnschwende)

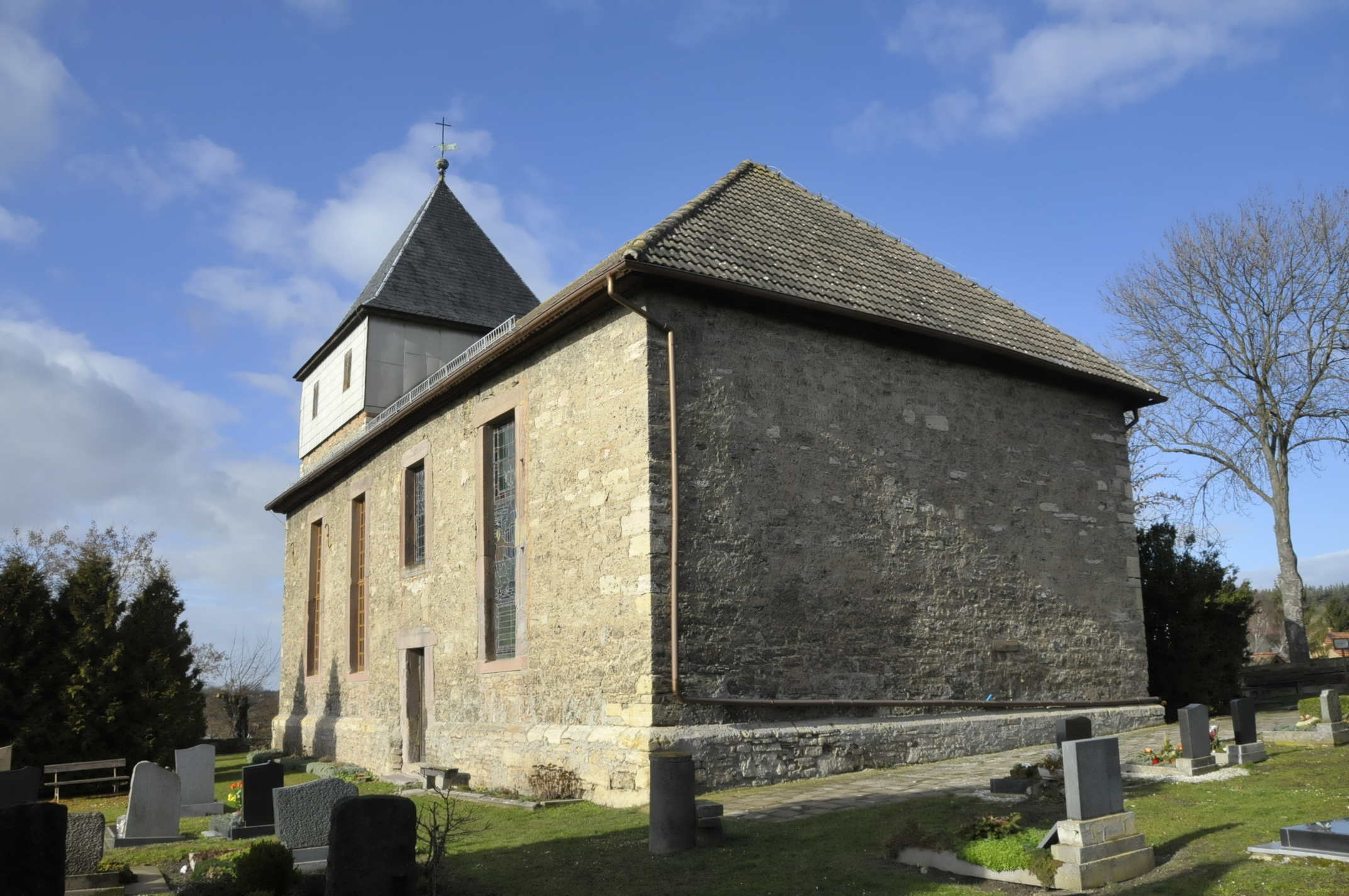
Herrnschwende, St. Martini

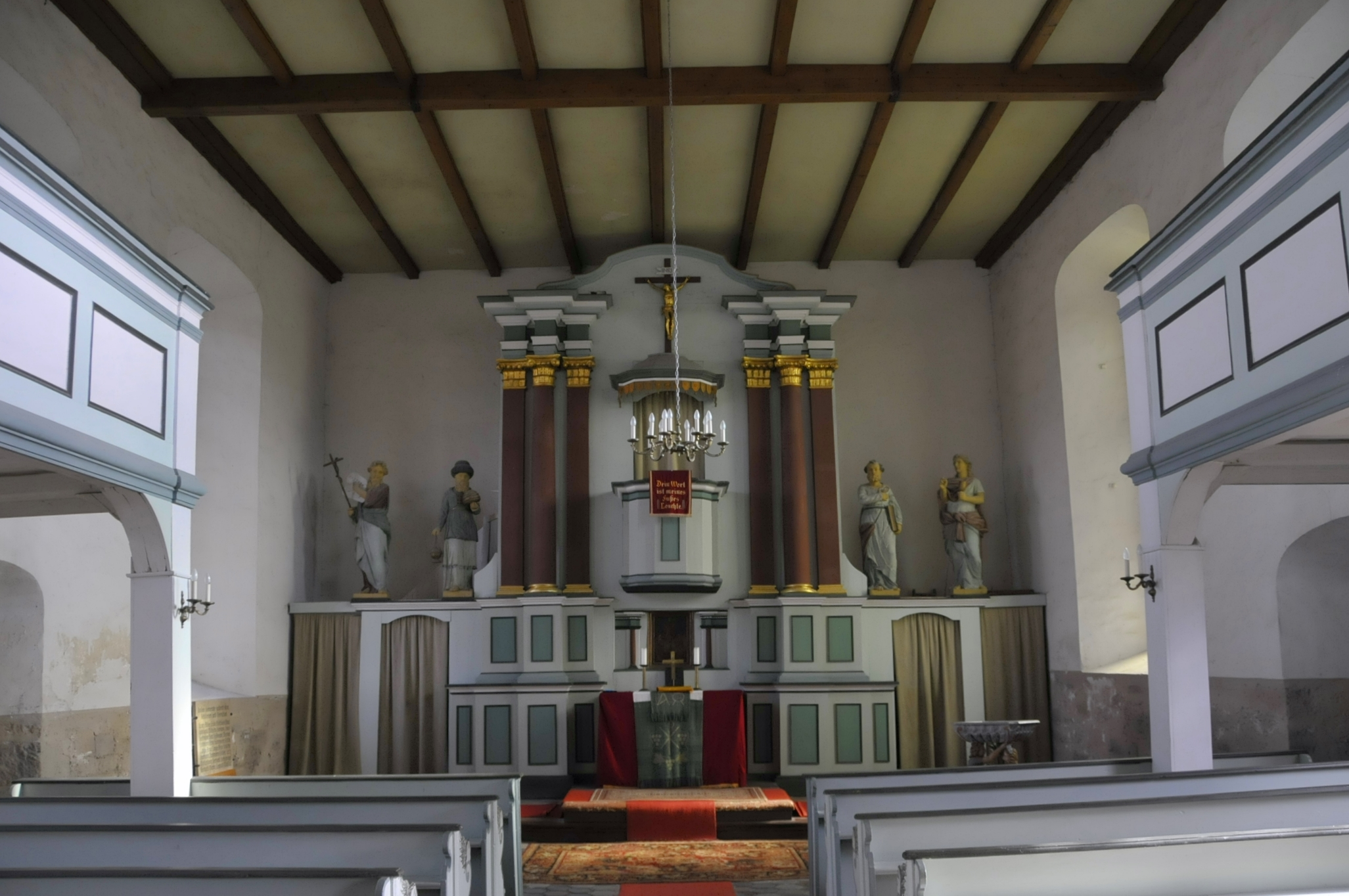
Innenansicht

Die evangelisch-lutherische Kirche St. Martini steht in Herrnschwende, einem Ortsteil der Stadt Weißensee im Landkreis Sömmerda in Thüringen. Die Kirchengemeinde gehört zur Regionalgemeinde Weißensee im Kirchenkreis Eisleben-Sömmerda der Evangelischen Kirche in Mitteldeutschland.

## Beschreibung
Eine Kirche in Herrnschwende wird schon 1253 genannt. Graf Heinrich von Kirchberg verzichtete damals zugunsten des Stiftes St. Peter und Paul in Jechaburg auf das Kirchenpatronat. Später erscheint die Kommende Griefstedt als Kirchenpatron. Die dem heiligen Martin geweihte Kirche stürzte Mitte des 18. Jahrhunderts ein. 1749/50 wurde der Neubau der äußerlich schmucklosen Saalkirche aus unverputzten Bruchsteinen und unter Verwendung von Spolien des Vorgängerbaus errichtet. 
Der niedrige Glockenturm im Westen wurde 1864 neu gebaut. Die Glocken wurden im Ersten Weltkrieg zu Kriegszwecken eingeschmolzen. 1933 erhielt die Kirche zwei neue Glocken, die wiederum 1942 zu Kriegszwecken eingeschmolzen wurden. 1947 konnte die große Glocke wieder nach Herrnschwende zurückgeholt werden.
Die Kirche wurde 1950 umgestaltet. Der Turm erhielt einen Aufsatz für einen Gemeinderaum und darüber ein Zeltdach. Das Kirchenschiff erhielt ein abgewalmtes Satteldach. Die Orgel wurde auf die untere Empore umgesetzt, weil die obere Empore wegfiel.
Zur Kirchenausstattung gehört ein Kanzelaltar. Der Kanzelkorb wird von Säulen und Pilastern flankiert. Auf dem Schalldeckel befindet sich ein kleines Kruzifix. Schnitzfiguren Über den seitlichen Durchgängen stehen geschnitzte Figuren von Moses, Aaron, Petrus und Johannes. Die Predella beherbergt ein kleines signiertes Gemälde von Veit Latterich mit der Kreuzigung.
Das marmorierte quadratische Taufbecken wird von einer vollplastischen geschnitzten Figurengruppe getragen, sie stellt die Taufe Jesu dar. Es ist eine volkstümliche Arbeit des 18. Jahrhunderts.
Die Orgel mit 18 Registern, verteilt auf zwei Manuale und Pedal, wurde 1933 von Wiegand Helfenbein gebaut.

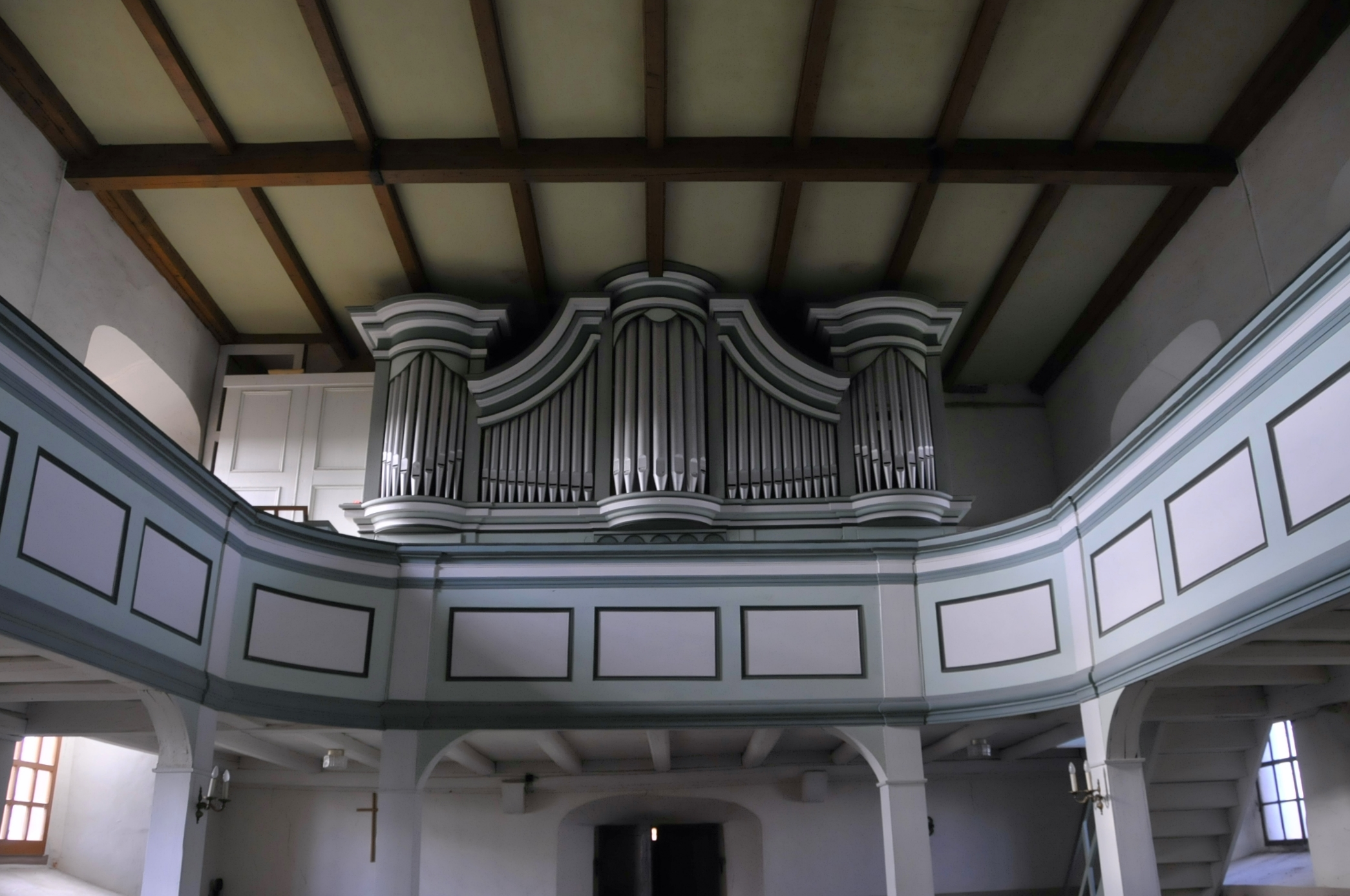
Helfenbein-Orgel